# Henderson (Iowa)
Henderson – miasto w Stanach Zjednoczonych, w stanie Iowa, w hrabstwie Mills. Zgodnie ze spisem statystycznym z 2000 roku, miasto liczyło 171 mieszkańców.